# Reichsapfel britischer Monarchen

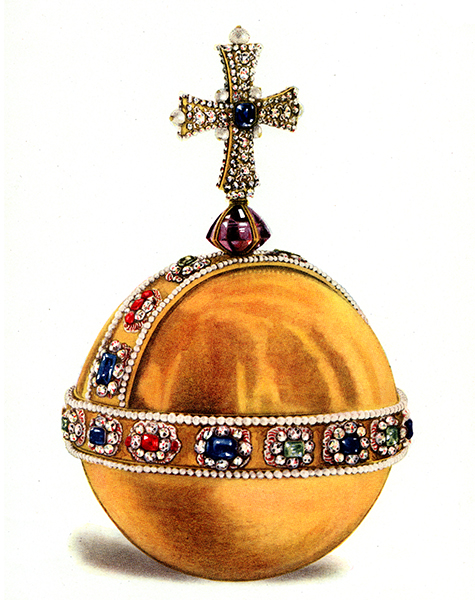
Sovereign’s Orb

Der Reichsapfel britischer Monarchen (engl. Sovereign’s Orb) ist ein Bestandteil der britischen Krönungsinsignien, den Kronjuwelen. Er wurde im Jahre 1661 für die Krönung Karls II. zu einem Preis von 1150 englischen Pfund hergestellt.
Der Reichsapfel ist eine 1,2 kg schwere goldene Hohlkugel mit einem Durchmesser von 16,5 cm. Um die Mitte herum befindet sich ein Streifen mit Perlen und Edelsteinen. Ein ebenso geschmückter Streifen führt auf der oberen Hälfte durch den oberen Mittelpunkt der Kugel. Bekrönt wird der Apfel von einem kreuzförmigen Amethyst. Der Reichsapfel ist ein religiöses Symbol; er repräsentiert die Rolle des Monarchen als Verteidiger des Glaubens und als Oberhaupt der Church of England.
Während der Krönung übergibt der Erzbischof von Canterbury den Reichsapfel in die rechte Hand des Monarchen. Danach wird der Reichsapfel auf einen Altar gelegt, wo er bis zum Ende der Zeremonie verbleibt. Am Ende des Rituals hält der Monarch den Reichsapfel in der linken, das Zepter mit Kreuz in der rechten Hand und trägt die Imperial State Crown, während er Westminster Abbey verlässt.